# U naseho Barty
U naseho Barty ("Il nostro vecchio Barty") è una melodia medievale originaria dell'Ungheria, diffusa anche in Cechia e in Slovacchia.
È stata incisa da René Clemencic nel disco Danses Anciennes d'Hongrie (1978) della Clemencic Consort ed in seguito rielaborata da Angelo Branduardi col titolo di Cogli la prima mela, nell'omonimo album del 1979.